# Georg Fischer (azienda)

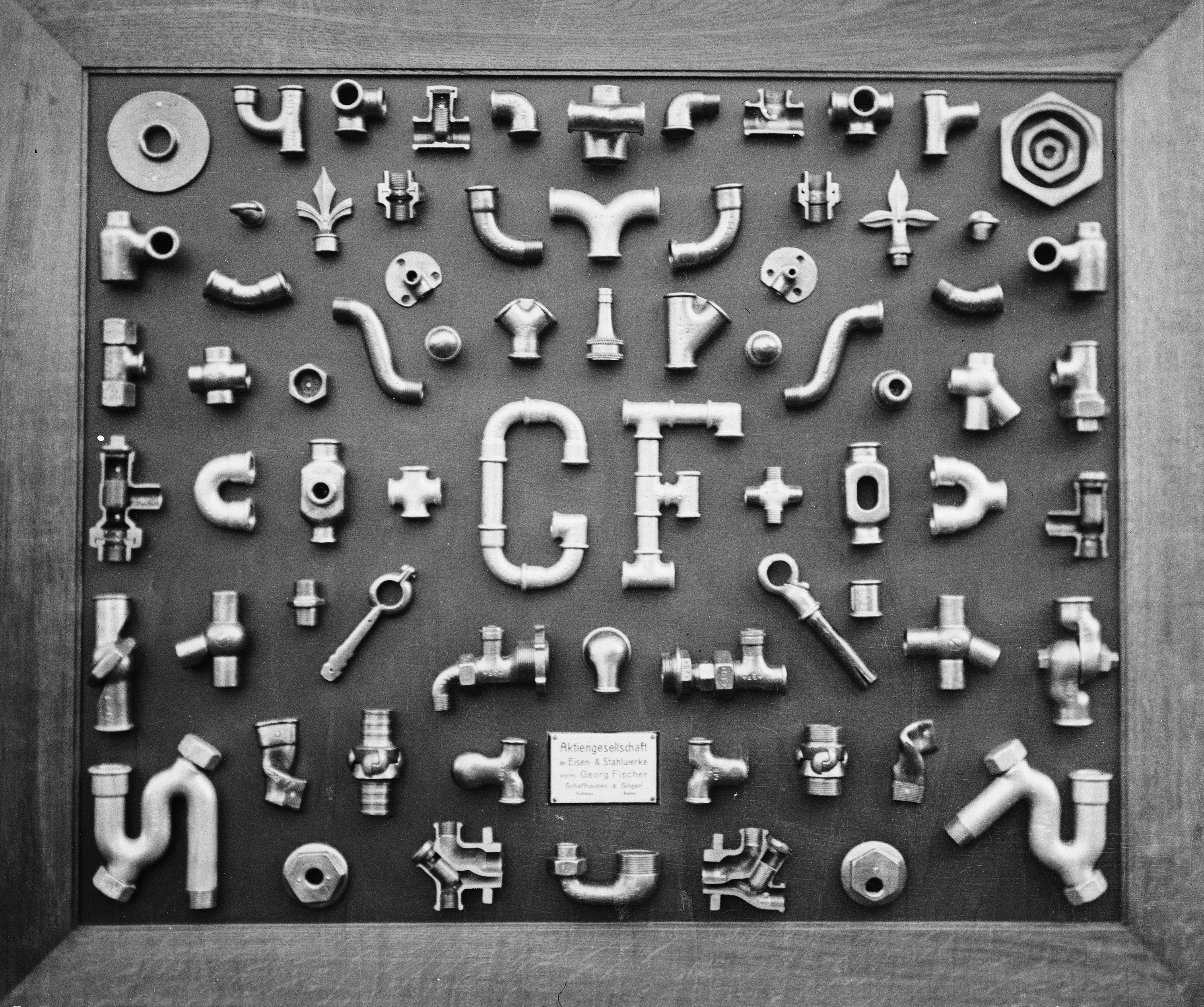
Tubature di Georg Fischer

Georg Fischer AG è un conglomerato industriale svizzero organizzato in tre distinte divisioni manifatturiere che si occupano rispettivamente di macchinari industriali, tubature e fusioni.

## Storia
L'azienda fu fondata da Johann Conrad Fischer (1773-1854) nell'estate del 1802. Nel 1904 fu adottato il logo corrente.
L'azienda assume la denominazione attuale Georg Fischer AG nel 1947.

## Profilo aziendale
Nel 2004 aveva aziende sussidiarie in una trentina di paesi. La Svizzera rappresentava il 5% delle vendite dell'intero gruppo.